# Travel in the Spheres of Time
Travel in the Spheres of Time – kompilacja utworów power metalowej grupy Nightmare. Utwory pochodzą z lat 1981 – 2005.

## Lista utworów
- Oparte na podstawie materiału źródłowego[1]

1. ”Paranormal Magnitude Part II” -	02:14	(z albumu The Dominion Gate)
2. ”Hallucinations” -	03:34	  (z niewydanego dema z roku 1981)
3. ”The Hunter” -	06:31	  (z niewydanego dema z roku 1983)
4. ”Lord Of The Sky” -	04:41	  (z albumu Waiting for the Twilight)
5. ”Let's Go (Out Of Jail)” -	03:25	(z albumu Power of the Universe)
6. ”Behold The Nightmare” -	04:57	 (z niewydanego nagrania,  1986)
7. ”Remember” -	03:42	  (z dema Escape from the Mirror)
8. ”Howlers Of Insanity” -	04:09	  (z minialbumu Astral Deliverance)
9. ”Invisible World (Live)” -	06:09	  (z albumu na żywo Live Deliverance)
10. ”Instinct De Mort”  -	03:51	  (z płyty A Tribute to Trust)
11. ”Sortilege” 	- 06:29	  (z albumu na żywo Live Deliverance)
12. ”Cosmovision” -	03:47	  (z albumu Cosmovision)
13. ”Ship Of Fools” -	04:35	  (z albumu Silent Room)
14. ”Silent Room” -	04:14	  (z albumu Silent Room)
15. ”Temple Of Tears” -	04:05	   (z albumu The Dominion Gate)
16. ”A Taste Of Armageddon” -	04:12	  (z albumu The Dominion Gate)
17. ”War Addict” - 	04:32 (z nie publikowanej sesji nagraniowej The Dominion Gate)